# غلين إيرل
غلين إيرل (بالإنجليزية: Glenn Earl)‏ هو لاعب كرة قدم أمريكية أمريكي، ولد في 10 يونيو 1981.

## وصلات خارجية
- غلين إيرل على موقع مرجع كرة القدم المحترفة.كوم (الإنجليزية)